# Дальневосточный союз военных
Дальневосточный союз военных — эмигрантская военная организация, действовавшая при Главном бюро по делам русских эмигрантов в Маньчжурии с второй половины 1930-х годов и до первой половины 1940-х, являлась филиалом Русского общевоинского союза (РОВС), существовавшего на Западе.
Союз был создан в августе 1935 года. С 1938 года его возглавлял генерал Владимир Кислицын, одновременно председатель Главного бюро по делам русских эмигрантов в Маньчжурии (БРЭМ), начальник штаба союза — Дмитрий Сальников. Соединение фактически стало военным отрядом БРЭМ. Он группировал различные организации белых русских и казачьих эмигрантов, такие как Союз казаков на Дальнем Востоке, Русская фашистская партия, КИАФ и Союз мушкетёров князя Никиты Александровича. Он обеспечивал японцам полный контроль над этими организациями. В 1939 году Союз насчитывал около 11 500 членов. Вскоре после формирования лидеры Союза — по приказу японской разведки-начали формирование вооружённых подразделений, предусмотренных для запланированного нападения на СССР. Была сформирована так называемая Бригада Асано, а затем так называемый «пехотный отряд». Их солдаты вели диверсионно-разведывательные действия в приграничном районе СССР. В 1943 году на базе бригады Асано были созданы российские военные подразделения армии Маньчжоу-Го, состоящие из пехотных, кавалерийских и вспомогательных подразделений, а также военного училища. Они входили в состав Квантунской армии. Кроме того, при поддержке соединения был сформирован Закинганский казачий корпус, состоящий из пяти казачьих кавалерийских полков, двух артиллерийских дивизий и отдельной сотни кавалерийских полков.
ДВСВ объединял всех русских эмигрантов — военных в Маньчжурии, занимался их учётом, переподготовкой, подготовкой подрастающего в эмиграции поколения и в основном устремлялся на подготовку и сохранение кадров старой армии для борьбы с советской властью. Одновременно союз являлся резервом для формирования диверсионных банд, выбрасываемых на территории СССР. Организация открыто монархическая, ориентирующаяся на восстановление «монархии в России», при помощи интервенции со стороны капиталистических стран и на востоке в частности, при помощи Японии. Ближайшим руководителем союза являлась японская военная миссия в городе Харбине, перед которой она и отчитывалась о всей работе. На западе союз связан с кругами РОВСа и с «будущим императором» Владимиром, сыном Кирилла Романова. Союз объединял в отдельные годы до 4000 человек.
Средства союза собирались путём всевозможных отчислений, но в основном он содержался японцами.

## Структура союза
Схема организации Союза такова:
Во главе стоял Штаб ДВСВ в городе Харбине, с начальником союза генералом Кислицыным В.А. (он же Начальник БРЭМ) и начальником штаба генералом Никитиным.
Союз делился на военные округа:
- Харбинский — Начальник полковник Левицкий,
- Мукденский — Начальник полковник Корнилов,
- Северокитайский — Начальник есаул Пастухин и отделы:
  - Особый Сахалинский отдел — Начальник штаб-ротмистр Суринов,
  - Отдел на станции Пограничная — Начальник подъесаул Вощилло,
  - Отдел на станции Паошаогоу
  - Отдел на станции Ханьдаохенцы — Начальник капитан Долов,
  - Отдел на станции Яблоня — Начальник штабс-капитан Агров.

Каждый отдел делился на районы. В свою очередь, Харбинский военный округ, как наиболее крупный, делится на 8 отделов, по принципу административного районирования города Харбина.
Отдел Чинас — Начальник капитан Пономарёв.
Отдел Саманно-корпусной — Начальник полковник Плевако.
- Модягоу — Начальник капитан Новицкий.
- Затонский — Начальник полковник Егоров А.
- Старо-Харбинский — Начальник ротмистр Образцов.
- Пристаньской
- Новогорский — Начальник полковник Васенин.

Отдел Сунгарийский пулемётный — Начальник поручик Капу.
Для военной подготовки членов Союза существовали военно-учебные заведения:
- Курсы старшего комсостава при Харбинском военном округе, имевщие, в основном, задачу переподготовки старшего комсостава, в плоскости ознакомления его с современной техникой. Начальник курсов генерал-лейтенант С. Люпов.
- Военное училище при Харбинском военном округе — Начальник полковник Куксин.
- Военное училище при отделе ДВСВ на станции Лаошагоу.
- Юнкерская школа при отделе Союза на станции Ханьдаохедзы.

Военные училища и юнкерская школа готовили исключительно эмигрантскую молодёжь. Особое внимание уделялось циклу технических знаний, для чего в Харбинском Военном училище и на курсах старшего комсостава особый упор брался на подготовку разнородных специалистов технических войск. Помимо этого военная подготовка велась в кружках военной молодёжи, при районных организациях союза.
По окончании военных школ молодёжь шла на службу во всевозможные охранные и полицейские отряды.